# WeChoice Awards 2023
WeChoice Awards 2023 (viết tắt: WCAs 2023) là giải thưởng WeChoice Awards lần thứ 8 do VCCorp tổ chức với thông điệp Dám đam mê – Dám rực rỡ. Sau 3 năm ngừng tổ chức, giải thưởng tiếp tục hành trình tôn vinh những cá nhân, tập thể đem đến câu chuyện tử tế và nhân văn, lan tỏa những niềm cảm hứng tích cực và lòng can đảm của bất cứ ai trên con đường chinh phục chính mình. Đêm trao giải diễn ra vào ngày 27 tháng 1 năm 2024 tại Thành phố Hồ Chí Minh.

## Tổ chức

### Quá trình đề cử

#### Hội đồng thẩm định
Hội đồng thẩm định bao gồm 5 người, là những người hoạt động ở nhiều lĩnh vực như nghệ thuật, truyền hình, hoạt động xã hội, truyền thông: 
1. Nghệ sĩ Quyền Linh: Diễn viên, MC, Phó Chủ tịch Hội Điện ảnh Việt Nam
2. Nhà báo Thu Uyên: Người sáng lập, biên tập và dẫn chương trình Như chưa hề có cuộc chia ly.
3. Bà Trần Mai Anh: Sáng lập, điều phối chương trình "Thiện nhân và những người bạn"
4. Nhà báo Diễm Quỳnh: Phó Trưởng Ban Văn nghệ, Đài Truyền hình Việt Nam
5. Ông Vuơng Vũ Thắng: Chủ tịch HĐQT công ty cổ phần VCCORP - đơn vị sáng lập giải thưởng WeChoice

#### Hạng mục trao giải
| Thứ tự           | Hạng mục                 | Hạng mục                 | Số hạng mục | Thắng giải / Đề cử | Giai đoạn 1 | Giai đoạn 1        | Giai đoạn 2        |
| ---------------- | ------------------------ | ------------------------ | ----------- | ------------------ | ----------- | ------------------ | ------------------ |
| 1                | Nhân vật truyền cảm hứng | Đại sứ truyền cảm hứng   | 1           | 10 / 23            | Khán giả    | Hội đồng thẩm định | Hội đồng thẩm định |
| 1                | Nhân vật truyền cảm hứng | Nhân vật truyền cảm hứng | 1           | 5 / –              | Khán giả    | Hội đồng thẩm định | Khán giả           |
| 2                | Giải trí                 | Giải trí                 | 11          | 11 / 75            | Khán giả    | Hội đồng thẩm định | Khán giả           |
| 3                | GenZ Area                | GenZ Area                | 10          | 10 / 100           | Khán giả    | Hội đồng thẩm định | Khán giả           |
| 4                | Đơn vị vươn mình rực rỡ  | Đơn vị vươn mình rực rỡ  | 1           | 3 / 10             | Khán giả    | Hội đồng thẩm định | Hội đồng thẩm định |
| 5                | Sự kiện của năm          | Sự kiện của năm          | 1           | 1 / 5              | Khán giả    | Hội đồng thẩm định | Hội đồng thẩm định |
| TỔNG: 5 hạng mục | TỔNG: 5 hạng mục         | TỔNG: 5 hạng mục         | 25          | 35 (+5) / 213      |             |                    |                    |

### Đêm gala

#### Dẫn chương trình và trao giải
| Thứ tự | Người dẫn chuơng trình               | Khu vực                                     |
| ------ | ------------------------------------ | ------------------------------------------- |
| 1      | Phan Trung Hậu, Khánh Vy             | Thảm đỏ                                     |
| 2      | Kim Nguyên Bảo, Luơng Thùy Linh      | Lễ trao giải                                |
| Thứ tự | Người trao giải                      | Giải thưởng                                 |
| 1      | Khánh Vy, Thảo Nhi Lê                | Z Go Global – GenZ vươn ra thế giới         |
| 1      | Khánh Vy, Thảo Nhi Lê                | Z-Project – Dự án trẻ vì cộng đồng          |
| –      | Người dẫn chương trình               | Z-Slang – Cụm từ lóng của năm               |
| 2      | PewPew, Hương Giang                  | Z-KOC – Gương mặt KOC GenZ tiềm năng        |
| 3      | Tăng Duy Tân, Châu Bùi               | Z-Team – Nhóm GenZ Tài Năng                 |
| 3      | Tăng Duy Tân, Châu Bùi               | Z-Face – Gương mặt GenZ nổi bật             |
| 4      | Hồng Nhung, Vương Vũ Thắng           | Sự kiện của năm                             |
| 5      | Trần Mai Anh                         | Đơn vị vươn mình rực rỡ                     |
| –      | Người dẫn chương trình               | Nhân vật truyền cảm hứng (Top 23 đề cử)     |
| 6      | Quyền Linh, Trần Mai Anh             | Nhân vật truyền cảm hứng (Top 10 đoạt giải) |
| 7      | Nguyễn Phạm Thu Uyên, Vương Vũ Thắng | Đại sứ truyền cảm hứng                      |
| 8      | Quyền Linh, Đỗ Thị Hải Yến           | Phim điện ảnh của năm                       |
| 9      | Đức Trí, Hòa Minzy                   | Phim truyền hình của năm                    |
| 10     | Hứa Vĩ Văn, Hari Won                 | TVShow của năm                              |
| 11     | Tiên Tiên, Binz                      | The New Producer                            |
| 11     | Tiên Tiên, Binz                      | Rising Artist                               |
| 12     | Trường Giang, Nhã Phương             | E.P/ Album của năm                          |
| 12     | Trường Giang, Nhã Phương             | Màn kết hợp bùng nổ                         |
| 13     | Việt Tú, Minh Hằng                   | Liveshow/ Concert của năm                   |
| 13     | Việt Tú, Minh Hằng                   | Ca khúc của năm                             |
| 14     | Huy Tuấn, Diễm Quỳnh                 | Nghệ sĩ có hoạt động nổi bật                |
| 15     | TBA                                  | Ca sĩ/ Rapper có hoạt động đột phá          |

#### Trình diễn
Đêm trao giải còn có phần vinh danh và giao lưu đặc biệt với 4 nữ vận động viên thể thao là Trần Thị Kim Thanh (bóng đá), Nguyễn Thị Tâm (boxing), Vũ Phương Thanh (ba môn phối hợp), Nguyễn Thị Oanh (điền kinh).
| Tiết mục                      | Bài hát, tác giả | Biểu diễn                                                                                                   | Sản xuất                                                                 |
| ----------------------------- | --- | --- | ------------------------------------------------------------------------ |
| Người bình thường             | - Đi theo bóng mặt trời (Đen Vâu) - Mỗi ngày tôi chọn một niềm vui (Trịnh Công Sơn) | Đen Vâu, cô Bạch Lan, chú Trần Vinh, chú Nhật Tân, nhóm Violin Làng Then, câu lạc bộ Văn Nghệ Xung Kích CKT | Nguyễn Thanh Bình, TDK, Minh Đạt Nguyễn                                  |
| Cypher dám                    | - Cypher dám (nghệ sĩ biểu diễn) | Double2T, Rhyder, HURRYKNG, Richie, Trung Bao, Chiwawa, An Trần                                             | WOKEUP, TDK, Hải Ma, Trung Bao, An Trần, Đông Phong, Antiantiart, Fustic |
| Đóa hoa hồng showbiz          | - Đóa hoa hồng (Andiez) - Miss showbiz (Kiên) | Chi Pu, Đăng Quân                                                                                           | Hino, SMELOD, Đông Phong                                                 |
| Những người sống vì mọi người | — | MQ Dance | Mạnh Quyền, Trần Trung                                                   |
| Giao lưu đặc biệt             | - Nền nhạc: Ngàn ước mơ Việt Nam (Nguyễn Hồng Thuận) | Trần Thị Kim Thanh, Nguyễn Thị Tâm, Vũ Phương Thanh, Nguyễn Thị Oanh                                        | —                                                                        |
| Dám đam mê                    | - Mưa nào hổng tạnh (Trid Minh, Phúc Du) - Phong Long (Low G, Obito) - Tóc ngắn ngắn (Anh Quân, Liu Grace, Pháp Kiều)                                                                                        | Mỹ Linh, Amee, Phúc Du, Low G, Obito, Liu Grace, Pháp Kiều, DuongK, WOKEUP                                  | DuongK, WOKEUP, Minh Đạt Nguyễn, Minh Maximum                            |
| Chị iu dấu                    | - Waiting for you (Mono, Onionn) - Chẳng thể né tránh (Trương Mỹ Anh, Nguyễn Dũng) - Ghệ iu dấu của em ơi (Tlinh, 2pillz) - Không ai khác ngoài anh (Duy Anh, Nguyễn Hà Kiểm, Vũ Thị Ngân Mỹ, Mai Quang Nam) | Mỹ Linh, Uyên Linh, Diệp Lâm Anh, Trang Pháp, Khổng Tú Quỳnh, Huyền Baby, Diệu Nhi                          | DuongK, TDK, Trid Minh, Minh Maximum, Đạt J                              |
| Wechoice The Ballad           | - Mưa tháng sáu (Hứa Kim Tuyền) - Khóa ly biệt (Đông Thiên Đức) - Quá khứ còn lại gì (Vũ Minh Tâm) - Đoạn kết mới (Hoàng Dũng) - Dưới ánh đèn sân khấu (Hứa Kim Tuyền)                                       | Văn Mai Hương, Anh Tú, Lâm Bảo Ngọc, Hoàng Dũng, Hứa Vĩ Văn, Hoàng Hà                                       | Đoàn Minh Vũ, TDK, Minh Đạt Nguyễn, Đạt J                                |
| Lãng du                       | - Lãng du (MCK, Wren Evans) | MCK, Wren Evans                                                                                             | Lope Phạm                                                                |
| Nếu lúc đó trên sofa          | - Nếu lúc đó (Tlinh) - Cô đơn trên sofa (Tăng Duy Tân) | Hồ Ngọc Hà, Tlinh                                                                                           | 2pillz, WOKEUP, TDK, Đông Phong                                          |
| Dám rực rỡ                    | - Dám rực rỡ (Grey D, HIEUTHUHAI, Wren Evans, Obito, Kai Đinh) | Grey D, HIEUTHUHAI, Wren Evans, Obito, 2pillz                                                               | 2pillz, Grey D, Minh Maximum                                             |

## Danh sách đề cử và đoạt giải
In đậm thể hiện cá nhân, tác phẩm đoạt giải

### Nhân vật truyền cảm hứng và Đại sứ truyền cảm hứng
| Tên đề cử                                                            | Thông tin | Nhân vật truyền cảm hứng | Đại sứ truyền cảm hứng |
| Rapper MCK                                                           | Nam rapper nổi bật nhất thế hệ Z với liên tiếp các sản phẩm tạo tiếng vang                                            | Đoạt giải                |                        |
| Đội ngũ truyền thông của Di tích Nhà tù Hỏa Lò                       | Ekip Gen Z dám làm mới để lần đầu tiên một Di tích lịch sử được "viral mạnh mẽ" tới thế giới với sự tự hào            | Đoạt giải                | Đoạt giải              |
| Rapper Hieuthuhai                                                    | Nam rapper có độ phủ sóng cao, là nghệ sĩ toàn năng của showbiz Việt                                                  | Đoạt giải                |                        |
| Nghệ sĩ Chi Pu                                                       | Nữ ca sĩ Việt thành công tại thị trường Trung Quốc, luôn lạc quan và nắm bắt mọi cơ hội để tỏa sáng                   | Đoạt giải                | Đoạt giải              |
| Rapper Đen Vâu                                                       | Từ một rapper tử tế đến nghệ sĩ duy nhất nhận giải thưởng Tình nguyện quốc gia 2023                                   | Đoạt giải                |                        |
| Rapper Double2T                                                      | Double2T: Từ thợ cắt tóc phố núi trở thành Quán quan Rap Việt, là nam rapper đắt show bậc nhất hiện nay               | Đoạt giải                |                        |
| Hoàng Hoa Trung – Dự án nuôi em                                      | "Siêu dự án" thiện nguyện khơi mở sức mạnh khổng lồ của cộng đồng, mang bữa cơm no cho 95.000 trẻ vùng cao            | Đoạt giải                |                        |
| Đội hỗ trợ sơ cứu FAS Angel                                          | Đội hỗ trợ sơ cứu đã nâng niu trong tay hơn 10.000 sự sống qua 17.000 vụ cứu hộ xuyên đêm                             | Đoạt giải                | Đoạt giải              |
| Streamer/Youtuber/Doanh nhân PewPew                                  | Từ streamer đến "chiến thần livestream" bán hàng, doanh thu mỗi phiên lên đến cả tỷ đồng                              | Đề cử                    |                        |
| Giám đốc sáng tạo Phương Vũ                                          | Giám đốc Nghệ thuật của Nirvana và là Nhà sáng lập - Đạo diễn của AntiAntiArt                                         | Đề cử                    | Đoạt giải              |
| Kỷ lục gia SEA Games Nguyễn Thị Oanh                                 | VĐV đầu tiên của điền kinh Việt Nam giành 4 Huy chương Vàng cá nhân tại đấu trường SEA Games                          | Đề cử                    | Đoạt giải              |
| Nghệ sĩ Hồ Ngọc Hà                                                   | Mẹ 3 con chưa từng nghĩ đến chuyện từ bỏ giấc mơ và sân khấu của chính mình                                           | Đề cử                    |                        |
| Shipper nói tiếng Pháp Huỳnh Hữu Phước                               | Chàng "shipper nói tiếng Pháp" với nhà văn Marc Levy và hành trình quay lại Giảng đường, trở thành dịch giả           | Đề cử                    |                        |
| Cô giáo "lái đò sông Đà" Quách Thị Bích Nụ                           | Cô Hiệu trưởng 18 năm làm người lái những chuyến đò vượt sông Đà đưa học sinh tới lớp                                 | Đoạt giải                |                        |
| Nhóm nhạc Blouse Trắng – Những bác sĩ Sài Gòn hát vì bệnh nhân nghèo | Nhóm y bác sĩ trở thành những nghệ sĩ đi hát để "kiếm cơm" cho bệnh nhân nghèo                                        | Đề cử                    |                        |
| Thầy giáo làm "MC đám cưới" Ngô Hồng Khiêm                           | Thầy Hiệu trưởng làm MC tiệc cưới để kiếm tiền giúp đỡ hàng nghìn học trò nghèo vùng quê                              | Đề cử                    |                        |
| Người mẫu Dahan Phương Oanh                                          | Người mẫu Việt duy nhất chinh phục thành công 4 tuần lễ thời trang danh giá nhất thế giới                             | Đề cử                    |                        |
| Cô bé "bom hàng" hiếu thảo và chị chủ shop tốt bụng                  | Vụ "bom hàng" kỳ lạ của cô bé ve chai và chị chủ shop viết nên chuyện cổ tích ở làng Phù Cát                          | Đề cử                    |                        |
| Vinh Trần – Founder dự án "Ứng dụng công nghệ AI cho người trầm cảm" | Người Việt không bằng cấp làm việc cho cả Google lẫn Meta, bán nhà theo đuổi dự án AI để "chữa lành                   | Đề cử                    |                        |
| Bệnh viện đồ da – Điểm tựa cho người yếu thế                         | Xưởng đồ da duy nhất tiếp nhận anh em đường phố, trẻ lang thang, nạn nhân buôn người làm lại cuộc đời                 | Đoạt giải                |                        |
| Nhà thiết kế Duy Đào                                                 | Giám đốc thiết kế tạo ra "tiêu chuẩn mới" cho ngành Thiết kế Việt Nam, được đề cử Grammy cho Hạng mục thiết kế        | Đề cử                    |                        |
| Giám đốc sáng tạo Alex Fox                                           | Giám đốc sáng tạo của L'OFFICIEL Vietnam và The New Mentor, đứng sau nhiều sản phẩm âm nhạc của các nghệ sĩ nổi tiếng | Đề cử                    |                        |
| Đạo diễn Phạm Thiên Ân (Bên trong vỏ kén vàng)                       | Phạm Thiên Ân là đạo diễn Việt Nam đầu tiên đoạt giải Máy Quay Vàng tại Cannes - liên hoan phim lớn nhất thế giới.    | Đề cử                    |                        |

### Hạng mục Giải trí
| E.P/ Album của năm | Ca khúc của năm |
| - 99% – MCK - Đánh đổi – Obito - Loi choi – Wren Evans - Ai cũng phải bắt đầu từ đó – Hieuthuhai - Ái – Tlinh - Vũ trụ cò bay – Phương Mỹ Chi - Đẹp – Mono - Yêu anh đi mẹ anh bán bánh mì – Phúc Du - Đan xinh in love – Binz - Minh tinh – Văn Mai Hương                | - Anh đã ổn hơn – MCK - Từng quen – Wren Evans - Nếu lúc đó – Tlinh, 2pillz - Nấu ăn cho em – Đen, PiaLinh - À lôi – Double2T, Masew - Ngày mai người ta lấy chồng – Anh Tú - Đưa em về nhàa – Grey D, Chillies - Anh là ngoại lệ của em – Phương Ly - Em đồng ý (I do) – Đức Phúc, 911 - Không ai khác ngoài em – Mỹ Mỹ |
| Liveshow/ Concert của năm | TVShow của năm |
| - Live Concert 1589 – Trung Quân - Show của Đen – Đen Vâu - Chúng ta đều muốn một tour – Cá Hồi Hoang - Chân trời rực rỡ - The Glorious Horizon Concert – Hà Anh Tuấn - Vietnamese Concert – Hoàng Thùy Linh                                                              | - Rap Việt (HTV2) – HTV, Vie Channel - 2 ngày 1 đêm (HTV7) – HTV, Đông Tây Promotion - The New Mentor (Youtube, ON Sports+) – DST Entertainment - Chị đẹp đạp gió rẽ sóng (VTV3) – VTV, STV Production - KOC Vietnam (Youtube) – VCCorp                                                                                  |
| Phim truyền hình của năm | Phim điện ảnh của năm |
| - Tết ở làng địa ngục (Netflix) – Trần Hữu Tấn - Gia đình mình vui bất thình lình (VTV3) – Nguyễn Đức Hiếu, Lê Đỗ Ngọc Linh - Chúng ta của 8 năm sau (VTV3) – Bùi Tiến Huy - Cuộc đời vẫn đẹp sao (VTV3) – Nguyễn Danh Dũng - Hoa hồng cho sớm mai (THVL1) – Võ Việt Hùng | - Nhà bà Nữ – Trấn Thành - Kẻ ăn hồn – Trần Hữu Tấn - Lật mặt 6: Tấm vé định mệnh – Lý Hải - Đất rừng phương Nam – Nguyễn Quang Dũng - Tro tàn rực rỡ – Bùi Thạc Chuyên |
| | |
| Nghệ sĩ có hoạt động nổi bật | Rising Artist (Nghệ sĩ đang lên) |
| - Chi Pu - Touliver - Diva Mỹ Linh - Trấn Thành - Hồ Ngọc Hà | - Hanbin Ngô Ngọc Hưng - Rhyder - Hoàng Hà - An Trần Saxophone - Dustin Tiêu |
| Ca sĩ/ Rapper có hoạt động đột phá | The New Producer (Nhà sản xuất mới) |
| - MCK - Wren Evans - Hieuthuhai - Tlinh - Mono - Grey D - Binz - Tăng Duy Tân - Văn Mai Hương - Hoàng Thùy Linh | - itsnk - Kewtiie - 2pillz - WOKEUP - Lope Phạm - Shiki - W/n - Machiot - Drum7 - Trid Minh |
| Màn kết hợp bùng nổ | |
| - Ca khúc Buồn hay vui – VSOUL, MCK, Obito, Ronboogz, Boyzed - Ca khúc À lôi – Double2T, Masew - Ca khúc Em đồng ý (I do) – Đức Phúc, 911 - Ca khúc Bật tình yêu lên – Hòa Minzy, Tăng Duy Tân - Album Minh tinh – Văn Mai Hương, Hứa Kim Tuyền                           | |

### Hạng mục GenZ Area
| Z-Face – Gương mặt GenZ nổi bật | Z Go Global – GenZ vươn ra thế giới |
| - Kiaya (Trần Duy Sang) - Đặng Thu Hà - Youtuber Jenny Huỳnh - Meichan - Đặng Nam Hải Triều - Ben Phạm - Nguyễn Thùy Linh - Ngô Quý Đăng - Vicky Giáp - Hoàng Phương Linh | - Trần Thị Thanh Thúy - Tlinh - Dahan Phương Oanh - Nguyễn Lê Đông Hải - Gydient (Trà Giang) - Dũng Lại Lập Trình - Call me Duy - Duy Trần - Nguyễn Minh Huy - Tạ Quỳnh Mai |
| Z-KOC – Gương mặt KOC GenZ tiềm năng | Z-Team – Nhóm GenZ Tài Năng |
| - Call me Duy - Châu Khả Di - Kim Hấu - Bé Đăng - Trang Kiến | - Antiantiart - Schannel - Last Fire Crew - Under The Hood - Welax - Ocean M.O.B - Lô Cô Art Market - Fustic. Studio - Zorba Production - Fillinus                          |
| Z-Project – Dự án trẻ vì cộng đồng | |
| - Sài Gòn Xanh – Nhóm hơn 250 tình nguyện viên do anh Nguyễn Lương Ngọc làm trưởng nhóm - Trạm cứu hộ động vật nông nghiệp Hà Nội – Nhóm sinh viên thuộc Học viện Nông nghiệp Việt Nam - "Biệt đội phá bẫy" ở rừng Tây Giang – Đội Tuần tra rừng và tháo gỡ bẫy của BQL rừng phòng hộ huyện Tây Giang - Fly To Sky – Nhóm 200 tình nguyện viên do anh Lê Văn Phúc làm trưởng nhóm - Ethnicity Vietnam – Nhóm 8 sinh viên trẻ của các trường đại học | |
| | |
| Z-Local Brand – Local Brand được giới trẻ yêu thích | Z-Nightlife Spot – Không gian phản ánh văn hoá giải trí về đêm |
| - Dirty Coins - FANCì CLUB - Lemonade - LEVENTS - OFÉLIA - L Seoul - La Lune - She By Shj - BUPBES - DATT | - 21GAM - ChinChin Bar - Gallery Bespoke Cocktail Bar - Ủ Bar - Downtown Bar - Boujee Saigon - The Haflington - Indigo Bar - The Black Sheep - Con Voi                      |
| Z-Eatery & Coffee – Không gian ẩm thực được giới trẻ yêu thích | Z-Space – Không gian văn hoá nghệ thuật truyền cảm hứng |
| - Phê La - Artemis Pastry - Cà Rề Cafe - Blackbird Coffee - ZumWhere - Every Half Coffee Roasters - Okkio Caffe - Rang Rang Coffee - MONO Coffee Lab - Bakes French Pastry - Toka Coffee - The Snug Table - Nuboko Sushi & Teppanyaki - NORIBOI - Jumarc Hanoi - TRE Dining - Luca - Eatery & Bar Lounge - Bambino Italian Restaurant - Etēsia • kitchen counter + wines - LABRI - Oriental Neo Bistro                                              | - De La Sól - HipHub - Uơm Art Hub - OHQUAO - Ném Space - NEO- - POSTER & SPACé - Savage Club - The Observatory - Arcan                                                     |
| | |
| Z-Slang – Cụm từ lóng của năm | |
| - "Elm" - "À lôi" - "Flex" - "Chúng mình có nhau" - "Pressing" - "Thoát pressing" - "Lửa hận thù đốt cháy ký ức hai ta" - "Xịt keo" - "Over hợp" - "Lần đầu tiên trái thanh long" | |

### Hạng mục khác
| Đơn vị vươn mình rực rỡ                                                                                     | Sự kiện của năm |
| - Coteccons - Viettel Money - TPBank - Caty - Hảo Hảo - Vinamilk - Saymee - VietinBank - HDBank - BIM Group | - VinFast chính thức niêm yết trên sàn chứng khoán Mỹ - Đội tuyển nữ Việt Nam lần đầu dự World Cup - Trung Nguyên Legend đưa cafe Việt Nam ra thế giới - An ninh mạng Viettel lần đầu tiên giành chức vô địch "Cuộc thi World Cup" của giới bảo mật |